# Agrias jonensis
Agrias jonensis är en fjärilsart som beskrevs av Peter William Michael 1933. Agrias jonensis ingår i släktet Agrias och familjen praktfjärilar. Inga underarter finns listade i Catalogue of Life.